# St.-Albans-Vorfall
Der St.-Albans-Vorfall, nach engl. St. Albans Raid auch St.-Albans-Raub, ereignete sich am 19. Oktober 1864 in der Stadt St. Albans im Franklin County des US-Bundesstaates Vermont. Er ist als die nördlichste Aktion an Land, die von Angehörigen der konföderierten Armee während des Amerikanischen Bürgerkrieges ausgeführt wurde, in die Geschichte eingegangen.

## Vorgeschichte
Als Kopf der an dem bizarren Vorfall beteiligten Konföderierten gilt der Offizier Bennett Henderson Young. Der aus Kentucky stammende Young hatte im Jahr zuvor an einem Aufsehen erregenden, von Brigadegeneral John Hunt Morgan angeführten Kavallerie-Unternehmen teilgenommen (Morgan’s Raid) und war bei Salineville (Ohio) in Unions-Kriegsgefangenschaft geraten. Doch konnte Young bald aus der Gefangenschaft nach Kanada fliehen, das zu jener Zeit ein Teil des Britischen Empire war. Von dort kehrte er in den Süden zurück und wurde dort mit Planungen betraut, die vorsahen, von kanadischem Territorium aus spezielle Kommandounternehmen gegen die Union vorzunehmen. Die Absicht dieser Unternehmungen sollte die sein, durch Raubzüge die konföderierte Kriegskasse aufzubessern und die Union dazu zu bringen, als Sicherung gegen diese Angriffe Kräfte aus dem Süden abzuziehen und nach Norden zu verlegen. Young wurde zum Leutnant befördert und kehrte nach Kanada zurück. Dort rekrutierte er weitere aus Unions-Gefangenschaft entflohene Rebellen, um einen Überfall auf die 15 Meilen von der Grenze entfernte, eher verschlafene Provinzstadt St. Albans in Vermont durchzuführen.

## Ablauf des Vorfalls
Nachdem sie die Grenze überschritten hatten, bezogen Young und zwei Begleiter am 10. Oktober ein Hotel in St. Albans. Als Vorwand gaben sie an, aus St. Johns in Quebec zu kommen und einen sportlichen Aufenthalt vornehmen zu wollen. In der nächsten Zeit kamen dann täglich etwa zwei bis drei Männer mehr in der Stadt an. Am 19. Oktober hatte Young 21 Männer dort versammelt; manche Quellen sprechen auch von 30 Mann. Kurz nach 3 Uhr am Nachmittag teilte sich die Gruppe und man begann gleichzeitig damit, drei in der Stadt befindliche Banken zu überfallen. Die mit Revolvern bewaffneten, zivil gekleideten Bankräuber gaben dabei an, konföderierte Soldaten zu sein und manche ließen sich zu sonderbaren Übergriffen hinreißen. So wurden Bankangestellte mit vorgehaltener Waffe dazu gezwungen, ein Loyalitätsgelöbnis gegenüber der Konföderation abzulegen. Insgesamt konnten die Raider 208.000 US-Dollar an sich bringen. Während der Überfälle hatten acht oder neun von Youngs Männern einige der verdutzten Bewohner auf dem Dorfplatz als Geiseln genommen. Als dann einige Pferde der Raider abhandenkamen, reagierten die Rebellen aufgebracht und es kam zu einem Handgemenge, bei dem ein Stadtbewohner umkam und ein weiterer verletzt wurde. Young wies seine Männer nun an, die Stadt niederzubrennen. Doch die zu diesem Zweck präparierten Vier-Unzen-Brandflaschen erwiesen sich als unbrauchbar und es konnte nur ein Schuppen in Brand gesetzt werden.
Die konföderierten Raider flohen mit dem erbeuteten Geld nach Kanada, wo sie allerdings allesamt schnell von den zuständigen Behörden in Gewahrsam genommen wurden.

## Rechtliche und politische Folgen
Ein britisch-kanadisches Gericht entschied dann, dass die St.-Albans-Raider unter offiziellem militärischem Befehl gestanden hätten. Somit habe es sich um reguläre Kriegsteilnehmer der Konföderation gehandelt, die vom neutralen Kanada nicht an die USA ausgeliefert werden durften, und nicht um irreguläre Freischärler oder Kriminelle, wie US-amerikanische Behörden argumentierten. In den USA legte man das Urteil verärgert als ein unterschwelliges Anerkennen der konföderierten Staaten aus. Letzten Endes wurden die St.-Albans-Raider durch Magistrat Charles-Joseph Coursol auf freien Fuß gesetzt; lediglich der Rest des Geldes, der bei ihnen noch sichergestellt worden war, etwa 88.000 US-Dollar, wurde wieder nach Vermont überstellt. Leutnant Young und seine Mitstreiter wurden aus der Amnestieerklärung von US-Präsident Andrew Johnson zunächst auch ausgenommen. Young konnte aber 1868 doch in seine Heimat Kentucky zurückkehren. Später wurde er in Louisville ein angesehener Rechtsanwalt und war an der Gründung der konföderierten Veteranenvereinigung (United Confederate Veterans) beteiligt.

## Film
- 1954: The Raid – mit Van Heflin – Regie: Hugo Fregonese